# Platyja falcata
Platyja falcata là một loài bướm đêm trong họ Noctuidae.